# 金珠镇 (吉林省)
金珠乡，是中华人民共和国吉林省吉林市龙潭区下辖的一个乡镇级行政单位。

## 行政区划
金珠乡下辖以下地区：
兴华村、金珠村、安达村、南兰村、岗子村、金刚村、荒地村、九座村、石砬子村、四间村、东风村、松树村、农林村和黑顶子村。